# ITmedia
ITmedia（アイティメディア）は、ソフトバンクグループ傘下のアイティメディア株式会社（英: ITmedia Inc.）、および同社が運営するIT系ニュースサイトである。
運営するアイティメディアは、ソフトバンクグループ子会社で出版・ブロードバンドコンテンツ等のメディアやマーケティング事業を統括する純粋持株会社「SBメディアホールディングス」の傘下にある。

## 概要
前身は1997年9月1日にソフトバンク出版事業部とZiff-Davisが共同で開設した「ZDNet JAPAN」で、当時ソフトバンク傘下の米国Ziff Davisが運営するIT系ニュースサイト「ZDNet」の日本語版であった。
2000年にZiff-DavisがCNET Networksに売却され、CNET傘下となった。これに伴いZDNet Japanは、ライセンス契約の満了をもって閉鎖。これにより、旧ZDNet Japanは2004年1月8日にIT系ニュースサイト「ITmedia」として再スタートした。なお現存するZDNet JAPANは、後に朝日インタラクティブによって新しく立ち上げられたものである。
運営会社もソフトバンク出版事業部（その後ソフトバンクパブリッシングを経て、現・SBクリエイティブ）の一部門として開始し、1999年にZiff Davisとの合弁で「ソフトバンク・ジーディーネット」を設立。2004年の改称・独立とともに社名も「ソフトバンク・アイティメディア」となった。その後、IT技術者向け情報サイト＠IT（アットマーク・アイティ）を運営していた株式会社アットマーク・アイティと合併し、2005年3月1日に社名を現在の「アイティメディア」に変更した。2006年2月に出版社の株式会社メディアセレクトとの合併より同社の出版事業を継承し、「月刊アイティセレクト」「月刊サーバセレクト」などの雑誌や書籍の発行を行っていた。そのため、アイティメディアは、出版者記号「86147」 を保有している。

## Webサイト
情報提供範囲は、IT関連のニュースだけでなく、エンタープライズ・パソコン・モバイル・ブロードバンド・デジタル家電・ゲームなど様々な分野を広範囲をサポートし、日本ではインプレス系のImpress WatchとともにIT系情報サイトの最大手となっている。
特に海外ニュースに強みが有り、Ziff DavisやCNETをはじめ、ロイター、AP通信、ウォールストリート・ジャーナルなどからニュースや情報配信を受けている。また国内ではYahoo! JAPANの「Yahoo!ニュース」や読売新聞の「読売新聞オンライン」などの各種ニュースサイトに対してニュース配信を行っており、産経新聞系の新聞・ニュースサイトである産経新聞・夕刊フジ（ZAKZAK）・フジサンケイ ビジネスアイからのニュース提供、イザ!へのニュース配信も実施している。
2005年9月から10月にかけてサイト再編を実施、これまでITmediaで扱ってきた分野をエンタープライズ向け分野とコンシューマー向け分野にわけ、技術者向けの「＠IT」とともに3分野体制で情報配信を行っている。また記者や執筆者によるブログも開設、積極的に記者・執筆者と読者との交流を図っている。なおITmedia オルタナティブ・ブログは継続しているが、+Dブログは2006年に終了した。
ゲーム・エンターテイメント関連分野では、Ziff Davis社のゲーム情報サイト「GAMESPOT」の日本語版として開始、2003年3月からは「SOFTBANK GAMES」としてソフトバンクパブリッシングの直轄で運営されてきた。ソフトバンク パブリッシングの再編に伴い、2004年末でSOFTBANK GAMESが終了、それをITmediaが引き継ぐ形で2005年からITmedia自体の運営による「ITmedia Games（後に＋D Games）」を開始。ゲーム及びそれに関連する記事を中心とした編成となった。2009年6月には「＋D」から離れ、zoomeとの共同運営による「ITmedia Gamez」にリニューアルし、プレイ動画やプロモーションビデオなどゲームに関連した動画も扱うようになったが、2011年3月末をもってゲーム・エンターテインメント関連を単独で扱うサイトは事実上終了した。同年4月1日からゲーム・エンターテイメント関連情報に加え、デジタルガジェットやトレンドを包括的に扱い集約する総合サイト「ITmedia ガジェット」を開設している。GAMESPOT JAPANもZDNetと同様、2007年4月にシーネットワークスジャパンが旧GAMESPOTとは無関係な形で再開していた。
SOFTBANK GAMESの一コンテンツとして2000年11月にオープンし、壁紙配布やオンライン小説・ウェブコミックの配信などを行っていた「GA Graphic」は2004年末のSOFTBANK GAMES終了時に一旦閉鎖した後、2005年5月にソフトバンクパブリッシングの直轄で萌え系・ホビー系のニュースサイトとして再開し、現在に至っている。

## 沿革
- 1995年11月9日 - ソフトバンク（現・ソフトバンクグループ）がZiff Davis社を買収[12]。
- 1997年9月1日 - Ziff Davis社とソフトバンク出版事業部が共同で「ZDNet Japan」をスタート[13]。
- 1999年12月29日 - ソフトバンク パブリッシング株式会社（現・SBクリエイティブ）の100％子会社として、オンライン・メディア企業ソフトバンク・ジーディーネット株式会社を設立。
- 2000年
  - 2月22日 - 株式会社アットマーク・アイティ設立。
  - 5月22日 - アットマーク・アイティがIT技術者向け情報サイト「@IT」をスタート[14]。
  - 8月 - 合弁契約に基づき、ソフトバンク・メディア・アンド・マーケティング株式会社（現・SBクリエイティブ）保有の当社株式のうち一部を、米国ZDNet（後のCNET Networks, Inc.、2001年度内に保有株式を売却）及びヤフー株式会社へ譲渡。
- 2004年1月8日 - ソフトバンク・ジーディーネットが、ソフトバンク・アイティメディア株式会社に商号変更。同時に「ZDNet JAPAN」から「ITmedia」にリニューアル[15]。
- 2005年
  - 3月1日 - ソフトバンク・アイティメディアとアットマーク・アイティが合併[16]し、株式会社アイティメディアを設立[17]。
  - 7月 - 米国TechTarget Inc.と業務提携契約を締結。
- 2006年
  - 2月1日 - エンタープライズ分野専門出版社の株式会社メディアセレクトを合併統合し、「ITmediaエンタープライズ」をスタート[18]。
  - 2月15日 - 「アイティメディア報道倫理綱領」を制定[19]。
  - 5月15日 - 「TechTargetジャパン」をスタート（2005年11月30日プレオープン）[20]。
  - 6月1日 - 「＋D PC USER」をスタート。「＋D PCUPdate」と雑誌『PC USER』（ソフトバンク クリエイティブ）を統合[21]。
  - 6月27日 - 「ITmedia Biz.ID」をスタート（2009年4月1日から「誠 Biz.ID」）[22]。
- 2007年
  - 4月2日 - 「Business Media 誠」をスタート（2015年4月「ITmedia ビジネスオンライン」にリニューアル）[23]。
  - 4月19日 - 東証マザーズに上場。
- 2008年
  - 4月1日 - ソフトバンククリエイティブが運営する音楽情報専門サイト「BARKS」をライフスタイル・メディア事業に統合。
  - 7月1日 - デジタル家電製品の検索サービス「ITmedia 製品NAVI」をスタート（2009年3月に終了）。
  - 10月29日 - アッカ・ネットワークスの連結子会社で、動画投稿コミュニティサイトを運営するzoome株式会社の全株式を取得して子会社化。譲渡額は9500万円。
  - 11月 - iPhone向け専用アプリケーション「ITmedia for iPhone」をリリース[24]。
- 2009年
  - 3月2日 - 「環境メディア」をスタート（2011年4月1日、＠IT MONOist「環境技術フォーラム」に統合[25]）。
  - 6月1日 - 「ITmedia Gamez」をスタート（2011年3月31日に終了）。「＋D Games」と「zoome」のゲームチャンネルを統合。
  - 7月6日 - 本社を千代田区丸の内（国際ビル）から同区大手町（JAビル）へ移転[26]。
- 2010年
  - 1月1日 - インプレスの連結子会社でエレクトロニクス情報メディア「EE Times Japan」を運営するE2パブリッシング株式会社の全株式を取得して子会社化。譲渡額は3000万円[27]。
  - 3月1日 - E2パブリッシング株式会社を合併。
  - 4月16日 - 会員制サービス「アイティメディアID」スタート[28]。
- 2011年
  - 2月28日 - 「ITmediaキャリア」「JOB＠IT」終了。
  - 4月1日 - 「ITmedia ガジェット」をスタート[29]（2013年「ねとらぼ」に統合）。
  - 5月31日 - 「＋D Download」「＋D 専門店街」終了。
  - 7月1日 - エレクトロニクス情報メディア「EDN Japan」をスタート（Canon Communications Japanからの事業譲受）[30]。
  - 7月26日 - Android向け専用アプリ「ONETOPI」をリリース[31]（2014年8月に終了。特別損失2500万円[32]）。
  - 8月31日 - 投稿型動画コミュニティ「zoome」閉鎖。子会社のzoome株式会社は9月30日に解散[33]。
- 2012年
  - 7月2日 - 本社を東京都港区赤坂へ移転[34]。
  - 10月1日 - スマホ向け専用ニュースサイト「ITmedia News スマート」をスタート[35]。
- 2013年10月1日 - 「ITmedia REVIEW」をスタート[36]。（2015年2月に終了）
- 2014年11月28日 - 「ねとらぼ」の行動指針として、「ねとらぼ憲章」を制定[37]。
- 2015年
  - 1月29日 -「ITmedia ヘルスケア」をスタート[38]。（2017年3月に終了）
  - 4月1日 - 株式会社リクルートホールディングスのキーマンズネット事業を譲受[39]。
  - 10月1日 - 株式会社エムアウトから株式会社ユーザラス（現・発注ナビ）の全株式を取得し、子会社化。ナレッジオンデマンド株式会社の株式を取得し、持分法適用関連会社化。
- 2016年
  - 4月5日 - 「TechFactory」をスタート[40]。
  - 7月 - 本店を東京都千代田区紀尾井町（紀尾井町ビル）に移転。ナレッジオンデマンド株式会社の株式を追加取得し、子会社化。
- 2017年
  - 1月 - 人工知能・ロボット専門のチャンネル「AI＋（エーアイプラス）by ITmedia NEWS」を開設。
  - 4月 - 気になる疑問に答えるサイト「ねとらぼアンサー」を開設。
  - 4月27日 - Mastodonの公式インスタンスを開設[41]（2021年6月に終了[42]）。
  - 6月 - アドテクノロジー商品「ITmedia DMP」の提供開始。
- 2018年
  - 1月2日 - 乗り物に関する情報を提供するサイト「ねとらぼ交通課」を開設。
  - 4月2日 - ソフトバンクコマース&サービス株式会社と合弁会社「アイティクラウド株式会社」を設立。
- 2019年
  - 3月29日 - 東証1部へ市場変更[43]。
  - 10月1日 - データ分析によるトレンド情報を発信するサイト「ねとらぼ調査隊」を開設[44]。
- 2020年9月7日 - 「質問!ITmedia」のサービスが終了[45]。
- 2021年9月1日 - AI（人工知能）とRPAの情報提供に特化した会員制メディア「RPA BANK」を譲受。
- 2022年4月1日 - 東京証券取引所 プライム市場へ上場市場を移行

## 主な提供サイト
現在
- ITmedia - IT総合情報ポータル
- ITmedia NEWS - ビジネスパーソン向けに「ネットとIT」の最新ニュースを提供[46]
- ITmedia エンタープライズ - Empower Your Future with Digital-未来に向かう推進力を企業に与えるIT実践情報メディア-
  - ITmedia オルタナティブ・ブログ[47]
- ITmedia エグゼクティブ - 企業の明日を変えるエグゼクティブとCIOのためのコミュニティ
- TechTargetジャパン - IT製品・サービスの導入・購買を支援する会員制メディア
- キーマンズネット - ITに関する製品や企業の情報総合サイト
- ITmedia Mobile - スマートフォン・ケータイを使いこなすための情報サイト
- ITmedia PC USER - PCやMac、アキバからSOHOまで、最新レビューや活用法が満載（雑誌PC USERが前身）
- ITmedia ビジネスオンライン - ニュースを考える、ビジネスモデルを知る。企業戦略に特化したビジネス情報サイト
- ITmedia マーケティング - テクノロジーを軸としたマーケティングの最新情報を提供する専門メディア
- 調査のチカラ - 調査データ集約・検索サイト
- @IT - ITエキスパートのための問題解決メディア
  - @IT自分戦略研究所 - ITエキスパートのための成長支援メディア
    - IT業界就職ラボ - 学生の学生による学生のためのIT業界研究[48]

  - @ITイベントカレンダー
- MONOist - モノづくりスペシャリストのための情報ポータル
- EE Times Japan - 日本と世界の最新エレクトロニクス技術情報
- EDN Japan - 電子機器の設計・開発に役立つ技術や新製品の活用事例・手法を詳しく紹介する情報サイト
- スマートジャパン - 節電・蓄電・発電のための製品検討や導入に役立つ情報
- BUILT - 建築・建設業界における最新テクノロジーの活用に特化したメディア
- TechFactory - 製造業のための製品／サービスの導入・購買を支援する会員制サイト
- ねとらぼ - いまネットで話題の旬なネタを国内外からジャンルを問わず幅広く紹介するメディア[49]
- 発注ナビ - システム開発・Web制作に特化したビジネスマッチングサービス（連結子会社の発注ナビ株式会社が運営）
- ITreview - 国内最大級IT製品/SaaSのレビューサイト（子会社のアイティクラウド株式会社が運営）

過去
- BARKS - ミュージック エンタテインメント サイト　現在は株式会社BARKSが運営
- @ITハイブックス - 書籍とWebサイトのメリットを活かしたITエキスパート向けパブリッシング
- @IT情報マネジメント - 情報システムの“企画・導入・設計・運用”の課題を解決する。ITmedia エンタープライズに統合。
- Business Media 誠　- 総合ビジネス誌サイト
  - 誠Style（+D Styleから移行）[50]
  - 誠 Biz.ID - 効率アップ、クオリティアップのためのデジタル仕事術
  - 誠ブログ - 日々の気付きから、日本の将来を考えるテーマまで[51]
- ITmedia プロフェッショナル モバイル - ITmedia Mobileに統合。
- OneTopi - キュレーションメディア、トピックの流れをつぶやきで追いかけてみよう[52]
- ITmedia Shopping（ITmedia +D Shopping） - 価格比較サイト
- ITmedia News スマート - スマートフォン向けIT総合ニュースサイト
- ライブガイド - ニコ生、Ustreamの厳選動画番組表[53]
- ITmedia eBook USER[54]  - 電子書籍の情報ポータルサイト。ITmedia Mobileに統合。
- ITmedia デジカメプラス  - 「デジカメならでは」の活用法を分かりやすく提案[55]。ITmedia LifeStyleに統合。
- ITmedia LifeStyle（ 旧ITmedia ＋D LifeStyle） - ITmedia NEWSに統合
- 3Dモデラボ - 3Dモデルデータ投稿・共有サービス
- 質問!ITmedia - エラー? トラブル? みんなの疑問をみんなで解決[56]